# 2022년 로스앤젤레스 영화 비평가 협회상
제48회 로스앤젤레스 영화 비평가 협회상은 2022년 12월 11일에 열린 시상식이다.

## 수상 및 후보

### 작품상
- 에브리씽 에브리웨어 올 앳 원스 - 다니엘 콴 외 1명 수상
- TAR 타르 - 토드 필드 수상

### 감독상
- TAR 타르 - 토드 필드 수상

### 남우주연상
- 리빙 - 빌 나이 수상

### 여우주연상
- TAR 타르 - 케이트 블란쳇 수상

### 남우조연상
- 에브리씽 에브리웨어 올 앳 원스 - 키 호이 콴 수상

### 여우조연상
- 슬픔의 삼각형 - 돌리 드 레옹 수상

### 각본상
- TAR 타르 - 토드 필드 수상

### 촬영상
- 에오 - MICHAL DYMEK 수상

### 미술상
- 아바타: 물의 길 - 딜런 콜 외 1명 수상

### 편집상
- 애프터썬 - BLAIR MCCLENDON 수상

### 음악상
- RRR: 라이즈 로어 리볼트 - M.M. 키라바니 수상

### 외국어영화상
- 에오 - 예르지 스콜리모프스키 수상

### 다큐멘터리상
- 올 더 뷰티 앤 더 블러드쉐드 - 로라 포이트러스 수상

### 애니메이션상
- 피노키오 - 기예르모 델 토로 수상

### 독립영화상
- 인체해부도 - 루시엔 캐스팅-테일러 외 1명 수상

### 신인상
- 리턴 투 서울 - 데이비 추 외 1명 수상

### 공로상
- 클레어 드니 수상

### 특별공헌상
- GWEN DEGLISE 수상